# Налбандян, Вагинак Оганесович
Вагинак Оганесович Налбандян (9 сентября 1937, Тбилиси, Грузинская ССР, СССР — 5 мая 2017, Москва, Россия) — советский и российский танцовщик, балетмейстер,  главный балетмейстер ансамбля «Лезгинка». Народный артист Российской Федерации (2009).

## Биография
Родился 9 сентября 1937 года в Тбилиси. С детства он впитал в себя азы кавказской музыки, ритмы танца. В юношеские годы его семья переехала в Ереван, где он занимался  танцами в ансамбле армянского народного танца. После чего перебрался в Москву, где он был основателем, а также бессменным художественным руководителем и постановщиком ансамбля «Кавказ». С 1962 года работает в махачкалинском ансамбле «Лезгинка», где он долгие годы был балетмейстером, там в полной мере раскрылся его талант педагога, хореографа и балетмейстера. С 2012 года Вагенак Налбандян являлся неизменным главным художественным руководителем региональной общественной организации "АРАКС".

## Постановки
- «Приветственная Лезгинка»;
- «Парная Лезгинка»;
- «Барабаны»;
- «Дагестанцы»;
- «Кумыкская сюита»;
- «Ритмы планеты»;
- «Дагестанская лезгинка».

## Награды и звания
- Победителем многих международных и всесоюзных конкурсов и фестивалей;
- Высшая награда королей Марокко, Камбоджи и Иордании;
- Почётным членом Индийской академии музыки;
- Золотая медаль Министерства Диаспоры Армении;
- Народный артист Российской Федерации (15 мая 2009 года) — за большие заслуги в области хореографического искусства[1]